# 貝塚車站 (福岡縣)
貝塚車站（日语：／ Kaizuka eki */?）是位於日本福岡縣福岡市東區箱崎七丁目，由福岡市交通局（福岡市地下鐵）與西日本鐵道（西鐵）共用的鐵路車站。貝塚車站是箱崎線的東側終點車站以及西鐵貝塚線的西側起點車站。本站為貝塚管區（箱崎線本站 - 中洲川端）管理站，業務委由JR西日本中国メンテック辦理。

## 車站構造
箱崎線與貝塚線都是1面2線島式月台的平面車站，兩線路的驗票口相對，轉乘時沒有高低差。

### 月台配置
| 月台 | 路線               | 目的地                                 |
| ---- | ------------------ | -------------------------------------- |
| 1、2 | 福岡市地下鐵箱崎線 | 中洲川端、 機場線 天神、西新、姪濱方向 |
| 1・2 | ■西鐵貝塚線        | 千早、香椎、和白、新宮方向             |

整個車站的月台層是凸字形，南北兩側分別是福岡地下鐵和西鐵的月台，類似港灣式月台，中央是聯絡通道。車站東側、西鐵線之外有1條福岡地下鐵不經過月台的旁線。

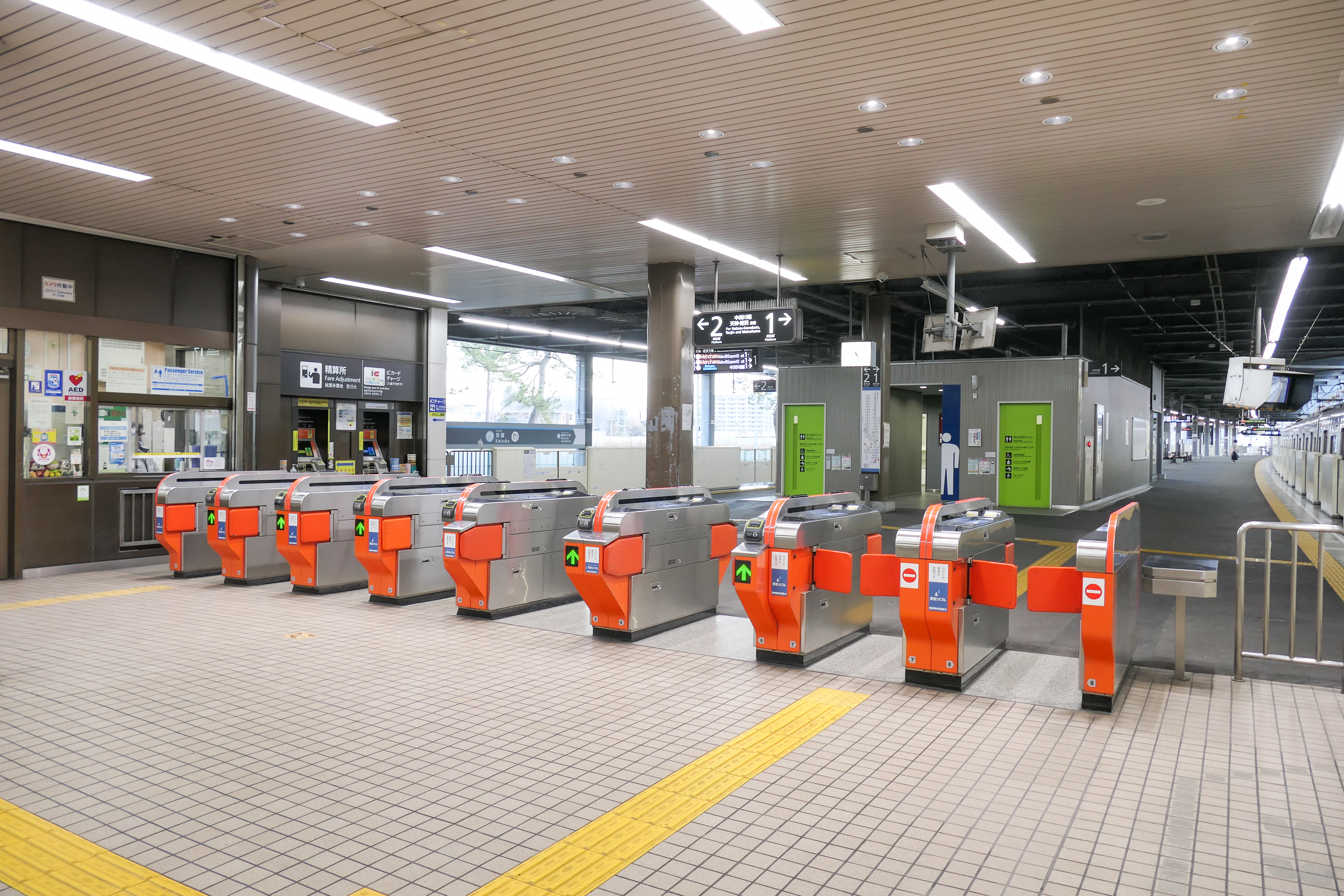
福岡市地下鐵驗票口（2022年12月）
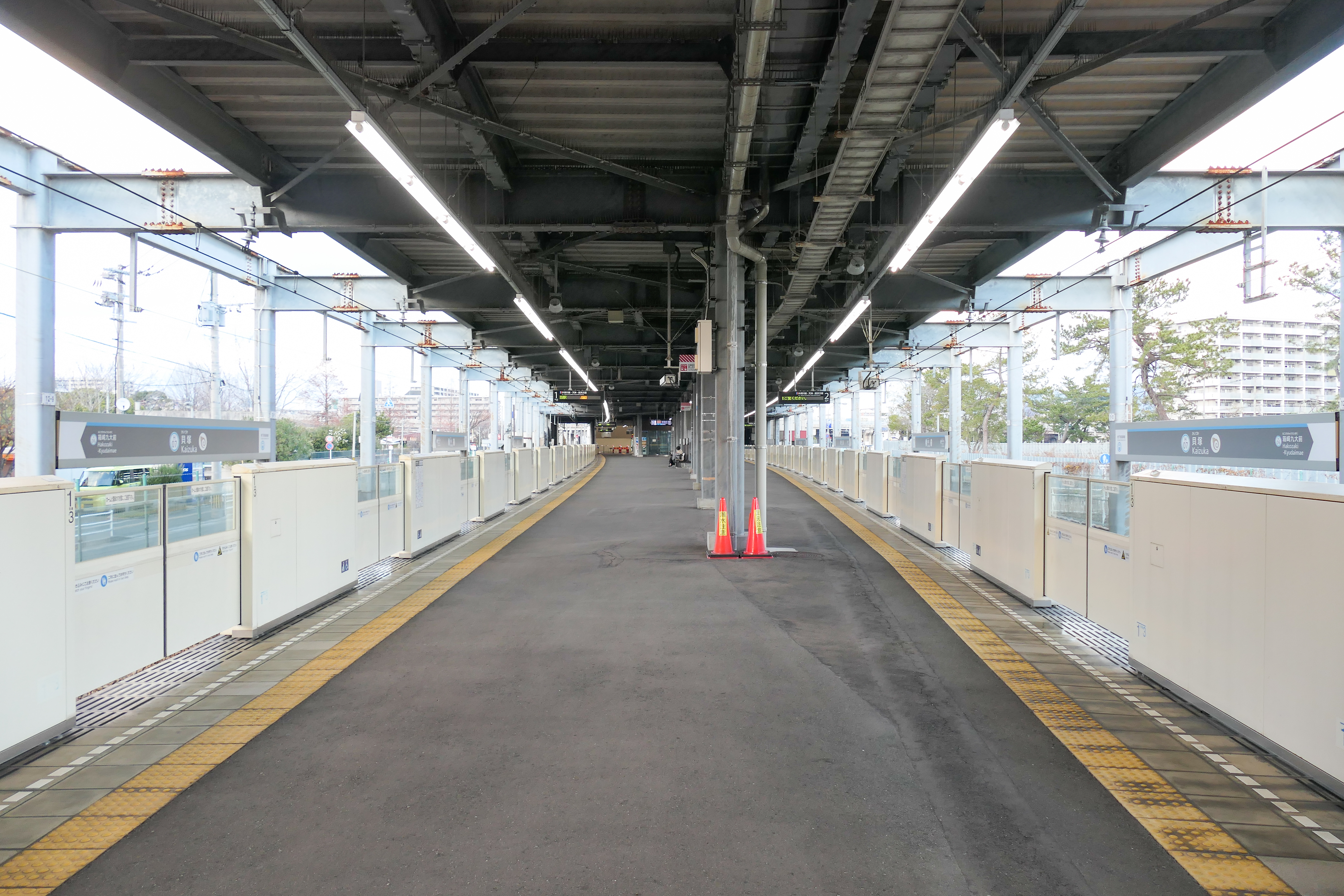
福岡市地下鐵1號與2號月台（2022年12月）
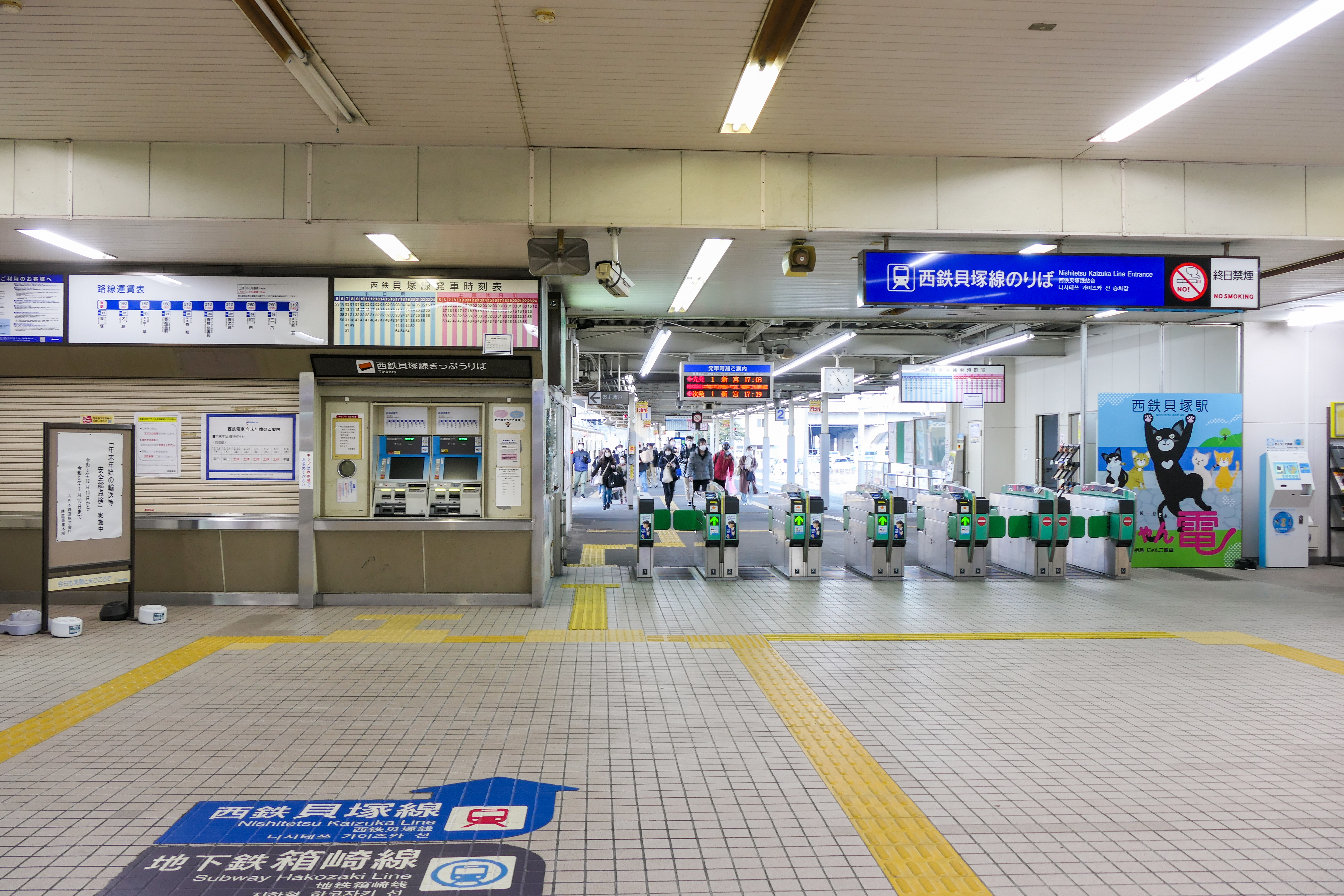
西鐵驗票口（2022年12月）
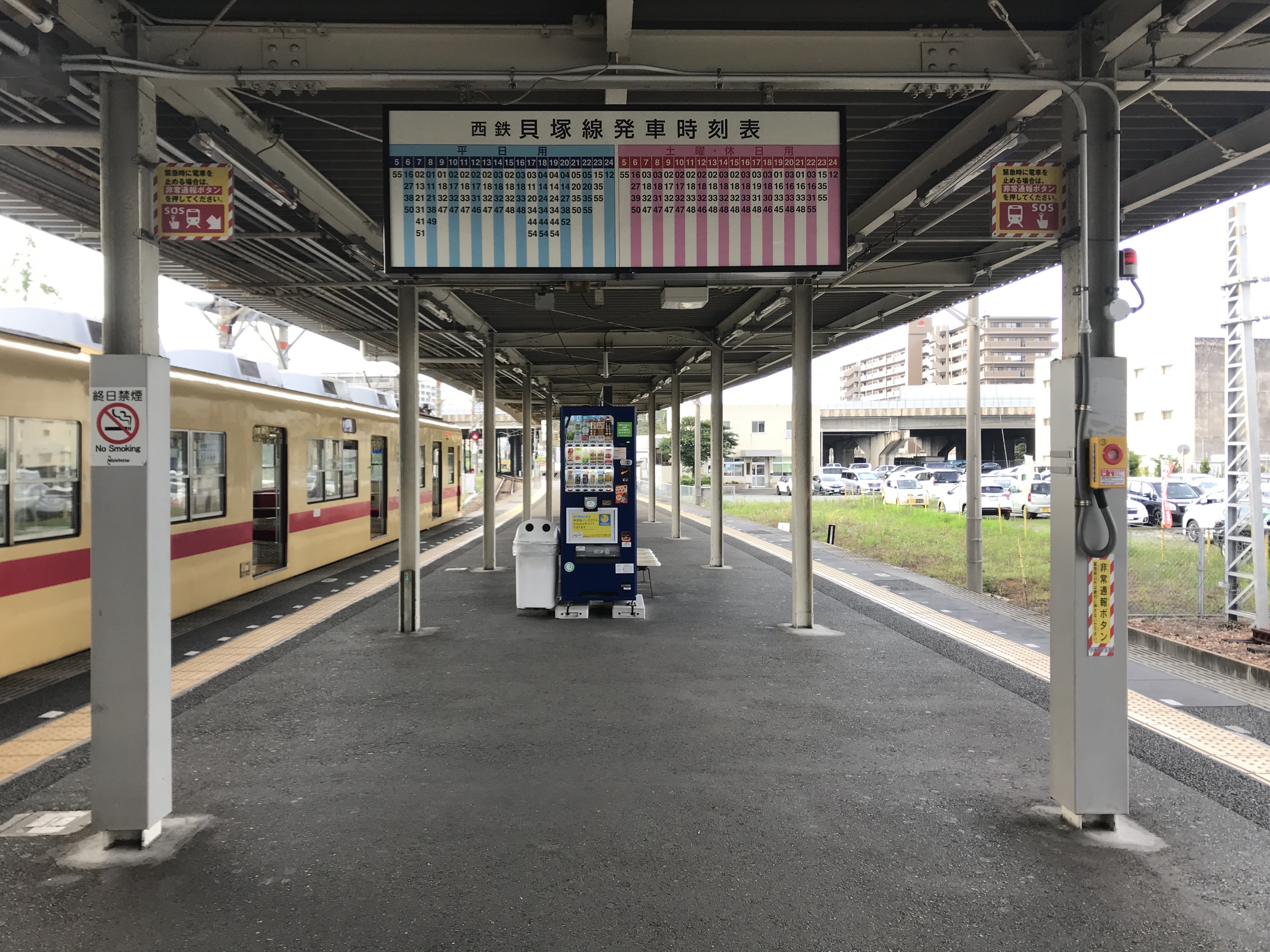
西鐵1號與2號月台（2020年7月）

### 站房
車站為平面車站，共有四個出入口，東西側各兩個，部分設有電梯。進出車站必須藉由人行天橋進出，無法從平面進入。
兩路線的剪票口是相對的，都使用了自動驗票閘門。
兩路線的售票機位於不同區域，福岡市地下鐵的售票機為觸控式，西鐵的售票機為按鍵式。福岡市地下鐵的通勤月票在天橋上販售。
連通道的福岡市地下鐵側設有7-Eleven福岡市地下鐵貝塚車站店。西鐵側曾經有西鐵集團的烏龍麵店「やりうどん」，但已於2008年關閉。

### 其他設施
在西鐵貝塚線月台北側，是多多良機廠，是貝塚線唯一的機廠。
在西鐵貝塚線1號月台旁，有一個3.5公里的里程碑，是宮地岳線（1954年3月5日編入福岡市內線）列車在1979年2月10日前仍會由本站向西行駛到千鳥橋時的遺跡。

## 歷史
- 1935年2月4日 以博多湾鐵道汽船（後西鐵宮地嶽線，現西鐵貝塚線）的農科裏信號所的身份啟用。
- 1950年4月10日 西鐵多多良車站（西鉄多々良駅）正式設站。
- 1954年3月5日 改称為競輪場前車站。西鐵福岡市内線列車能夠在千鳥橋（旧西鐵博多）～競輪場前之間運行。
- 1962年11月1日 改称為貝塚車站。
- 1979年2月10日 随着西铁福岡市内線廢止，宮地嶽線的千鳥橋～貝塚間亦被癈止。
- 1986年11月12日 福岡市地下鐵2号線（現箱崎線）的貝塚車站啟用。[2]
- 2004年7月1日 福岡市地下鐵業務開始委外辦理。[3]
- 2009年3月7日 福岡市地下鐵的驗票機導入了旗下的Hayakaken IC卡。
- 2010年3月13日 西鐵的驗票機導入了旗下的nimoca IC卡，同時也開始了與Hayakaken、JR東日本旗下Suica與JR九州旗下SUGOCA的四方通用服務。

## 相鄰車站
福岡市交通局（福岡市地下鐵）
 箱崎線
箱崎九大前（H06）－貝塚（H07）
西日本鐵道
■貝塚線
貝塚（NK01）－名島（NK02）

## 外部連結
- 西日本鐵道 – 貝塚車站 （页面存档备份，存于）（日語）
- 福岡市地下鐵 – 貝塚車站 （页面存档备份，存于）（日語）
- 福岡市地鐵指南 （页面存档备份，存于）（中文）